# Херикејнси
Херикејнси су рагби јунион тим са седиштем у Велингтону, који игра у Супер рагби лиги. Дрес Херикејнса је жуте и црне боје. За Херикејнсе су играли играчи Тана Умага, Џона Лому, Џери Колинс, Кристијан Калан, Пири Вепу... Херикејнси никада нису освојили Супер рагби, али су играли у два финала (2006. и 2015).
 Састав у сезони 2016
Крис Евес
Бен Френкс
Реџи Годс
Бен Меј
Џон Швалгер
Ден Колс
Моту Мату
Марк Абот
Џереми Траш
Кристијан Лојд
Џејмс Бродхурст
Арди Савеа
Бред Шилдс
Блејд Томсон
Виктор Вито
Крис Смајли
Бјуден Берет
Ма Нону
Конрад Смит
Винц Асо
Кори Џејн
Џулиан Савеа
Џејсон Вудвард
Мет Проктор